# شریف‌آباد (قم)
شریف‌آباد روستایی در دهستان قمرود بخش مرکزی شهرستان قم استان قم ایران است.

## جمعیت
بر پایه سرشماری عمومی نفوس و مسکن در سال ۱۳۹۵ جمعیت این مکان ۵۱ نفر (۱۳خانوار) بوده‌است.